# 환상 살인 (1987년 영화)
《환상 살인》(영어: Throw Momma from the Train)은 미국에서 제작된 1987년 범죄 블랙 코미디 영화이다. 대니 더비토의 극장용 영화 감독 데뷔작이다. 더비토, 빌리 크리스털 등이 출연하였고, 래리 브레즈너 등이 제작에 참여하였다.
이 영화의 영어 제목은 패티 페이지의 1956년 히트곡 “Mama from the Train”에서 비롯되었다.
평단의 반응은 엇갈렸으나 앤 램지의 연기가 좋은 평가를 받았다. 램지는 1988년 제15회 새턴상 여우 조연상을 수상하고 제60회 아카데미상 여우 조연상과 제45회 골든 글로브상 영화 부문 여우 조연상 후보에 올랐다.

## 출연진
- 대니 더비토
- 빌리 크리스털
- 앤 램지
- 킴 그라이스트
- 케이트 멀그루
- 브랜퍼드 마샐리스
- 롭 라이너
- 브루스 커비
- 애니 로스
- 올리비아 브라운
- 오프라 윈프리
- 팔리 그레인저, 로버트 워커 (열차 안의 낯선 자들 촬영분)

## 기타 제작진
- 공동 제작: 크리스틴 존슨
- 미술: 아이다 랜덤
- 의상: 매릴린 밴스